# Pázmány Péter

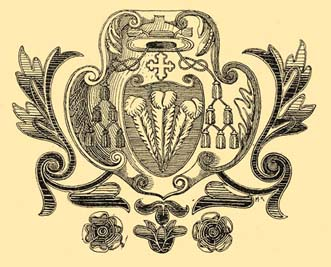
Pázmány Péter címere misemondó ruháján, az esztergomi főegyház kincstárában. Az eredetiről rajzolta Mühlbeck Károly

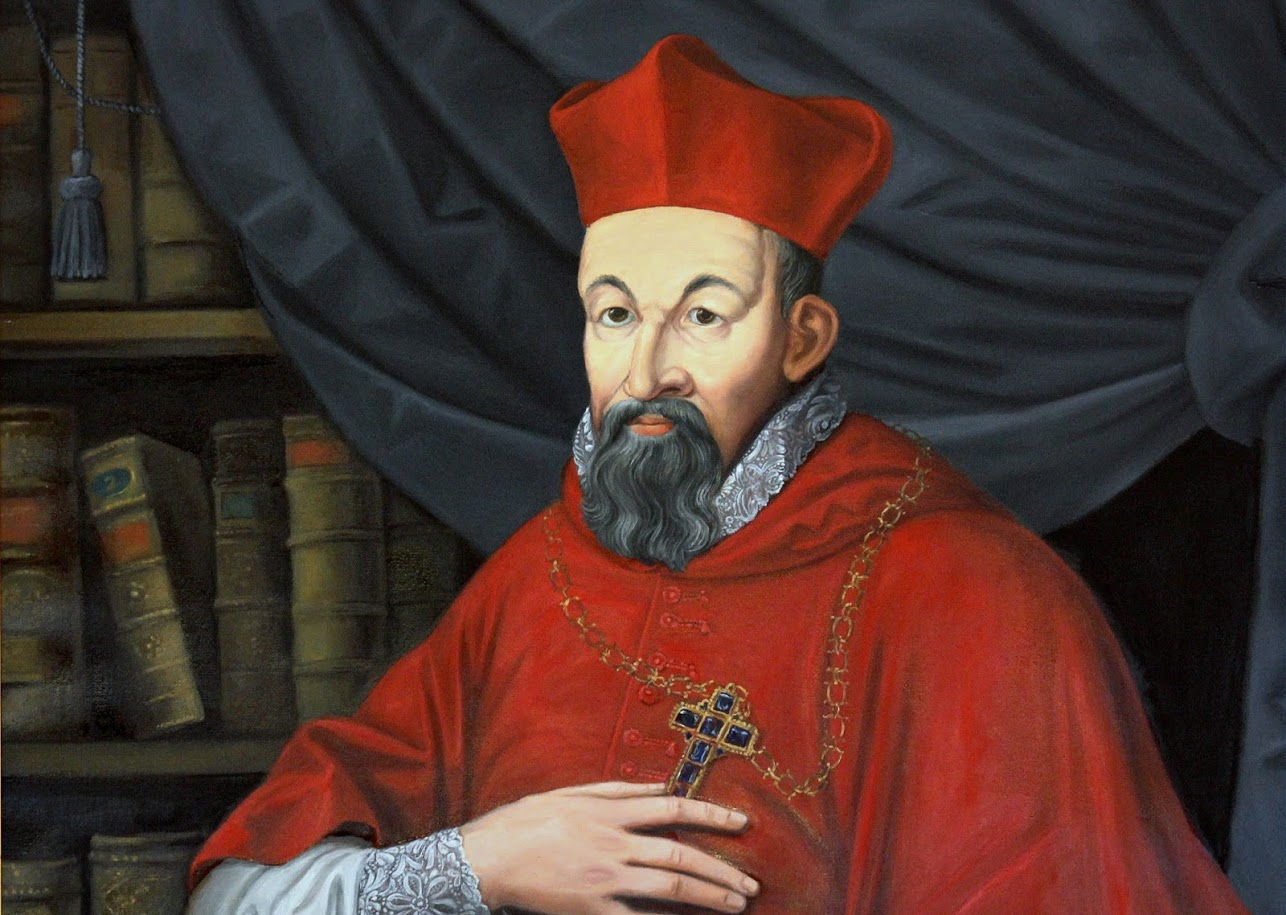
Pázmány Péter, festményrészlet, Bp., ELTE Jogi kar

Hont-Pázmány nembeli panaszi Pázmány Péter (Nagyvárad, 1570. október 4. – Pozsony, 1637. március 19.) esztergomi érsek, bíboros, a magyarországi katolikus megújulás vezető alakja, jezsuita szerzetes, egyházi író.

## Életpályája

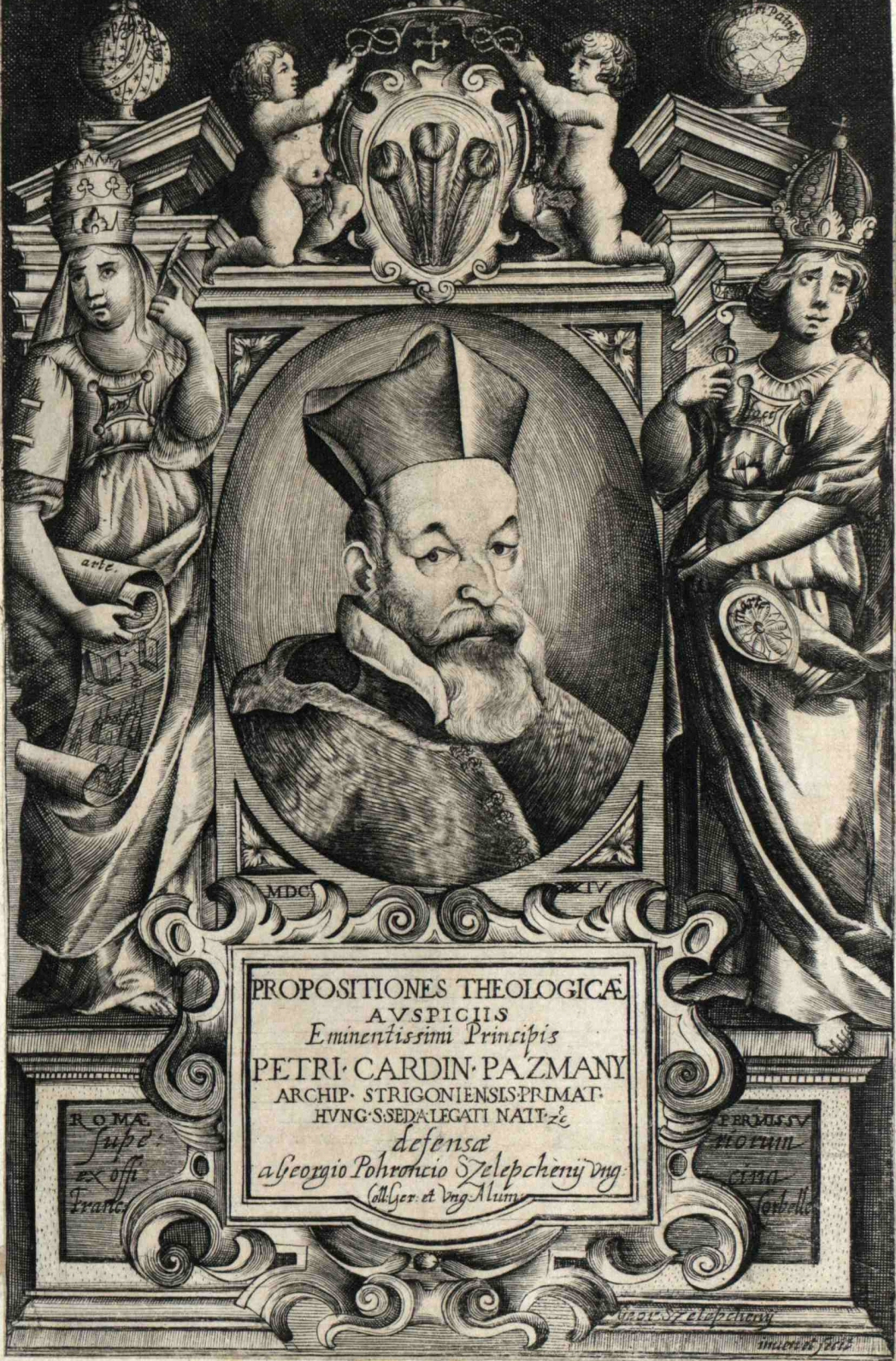
Pázmány Péter

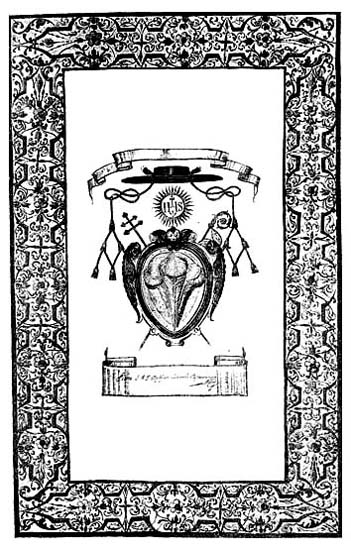
Pázmány érseki címere és aláírása

1570. október 4-én született Nagyváradon. Apja Pázmány Miklós bihari alispán, anyja Massai Margit (a korábban Tisza-Maros közében a protestantizmust erőteljesen támogató Massai Imre főnemes lánya), mindketten hitvalló protestánsok.
Margit asszony 1582-ben történt halála után apja rövidesen újranősült. Új felesége, Toldy Borbála ismertette meg a kamaszodó Péterrel a katolikus tanokat. 1580-ban még Váradon tanult, majd a jezsuiták által létrehozott kolozsvári gimnázium diákja lett. Miután a fejedelemség Báthory István halála után kiutasította a jezsuitákat Erdélyből, mert kiderült, hogy közreműködtek a rekatolizáció előkészítésében (1587), ők tíz diáknak – közöttük az igencsak ígéretes Péternek is – felcsillantották egy európai utazás lehetőségét. Apja elengedte az ifjút, de soha többé nem látta. 1588-ban a krakkói jezsuita kollégium novíciusa lett, a bölcseletet Bécsben tanulta, a teológiát pedig Rómában.
1597-től tanulmányi felügyelő lett a jezsuita rend grazi nevelőintézetében, 1598-tól pedig a Grazi Egyetemen bölcseletet oktatott. (Itt tanított 1600-ig Johannes Kepler német csillagász is.) 1601-ben a sellyei rendházba küldték elöljárói, hogy hazájában mint hithirdető működjék a katolikus vallás emelésén. Ugyanebben az évben prédikátorként Kassán és Nyitra vármegyében működött, nagy sikerrel. Szónoklatai és vitatkozásai hatására Forgách Miklós (főtárnokmester) és Zsigmond grófok, Thurzó Kristóf és Esterházy Miklós (nádor) jobbágyaikkal együtt rekatolizáltak. 1603-tól a grazi egyetemen teológiát tanított három évig. 1607-ben másodszor küldték hazájába, ahol Forgách esztergomi érsek vette udvarába.
1608-ban országos figyelmet keltett a pozsonyi országgyűlésen. Mint rendjének képviselője, annak érdekében hatalmas beszédben szólalt fel a bécsi béke 8. pontja ellen, amely a jezsuitáktól megtagadta az országban a birtokszerzési jogot; majd rábírta az érseket, hogy Nagyszombatban 1611-ben a papság erkölcsi és szellemi újjáteremtése céljából tartományi zsinatot tartson. Forgách érsek és Pethe László kamaraelnök kezdeményezésére, valamint II. Mátyás magyar király kérelmére V. Pál pápa 1616-ban Pázmány Pétert felmentette jezsuita szerzetesi fogadalma alól, hogy esztergomi érsek válhasson belőle (jezsuitákból ebben az időben nem válhatott püspök).
1616. április 25-én turóci préposttá, ugyanezen év szeptember 28-án pedig az időközben elhunyt Forgách helyébe esztergomi érsekké nevezték ki. Miután meg volt győződve arról, hogy főképp a papság erkölcsi és műveltségi hanyatlása idézte elő, s könnyítette meg a protestantizmus elterjedését, s csakis erkölcsös, művelt és buzgó papság képes annak határt szabni, és a tiszta hitet fenntartani, 1619-ben Nagyszombatban az ifjúság számára nevelőintézetet és papnevelőt alapított, majd Bécsben is egyet, 1623-ban (közel 200 000 forintnyi költséggel), amely ma is működik, és alapítójának a nevét (Pázmáneum) viseli.
1629-ben VIII. Orbán pápa a San Girolamo dei Croati címtemplom bíborosává nevezte ki. 1635-ben Nagyszombatban 100 000 forintnyi tőkével egyetemet alapított teológiai és bölcsészeti karral (jogutódjai az Eötvös Loránd Tudományegyetem és a Pázmány Péter Katolikus Egyetem).

## Munkássága
Pázmány volt a magyarországi katolikus megújulás lelke; ékesszóló prédikációival, élőszóval és a sajtó útján folytatott hitvitáival, amelyekben a lángész, mély tudomány és az általa irodalmivá formázott nyelv hatalmas ereje nyilvánult meg, a protestantizmus fölötti diadalok hosszú sorát aratta. Hatalmas szónoklatai és vitatkozásai sokakat vezettek vissza a protestantizmusból az elhagyott egyházba, igy Forgách Miklós és Forgách Zsigmond grófokat, Thurzó Kristófot és Esterházy Miklóst. 1603-tól 1612-ig kilenc polemikus munkája jelent meg; ezek a katolikus egyház tanításának, szertartásainak és történetének egyes pontjait tárgyalják, amelyeket a protestánsok leginkább támadtak. E műveket jelentőségre és hatásra nézve meghaladja az Igazságra vezérlő Kalauz, amely 1613-ban jelent meg. Ez a tudomány, rendszeresség és népszerű vonzó modor minden előnyeit egyesítve tárgyalja a katolikus vallás főbb igazságait, tekintettel a protestánsok támadásaira, s így tárháza a katolikus vallás érveinek, a protestánsok elleni védelem fegyvereinek. Pázmány mint a magyar katolikus egyház feje, felhasznált minden eszközt, amelyet igénybe lehetett venni és törvény nem tiltott, hogy az egyháza rovására elhatalmasodott protestantizmus terjeszkedésének útját állja, s azt gyengítse. Az általa visszatérített főrangú családok számát harmincra teszik. Ezek között szerepelnek az Erdődyek, Draskovichok, Pálffyak, Hallerek, Kornisok, Bosnyákok, Koháryak. Ő vezette vissza az egyházba Zrínyi Györgyöt, Bethlen Gábor özvegyét, Brandenburgi Katalint és Rákóczi György fejedelem testvérét, Rákóczi Pált.
Dolgairól hitvitázó ellenfele, Alvinczi Péter protestáns hittudós így írt QUERELA HUNGARIAE című röpiratában (1619): „Azon bécsi végzéseknek artikulusában béfoglaltatott volt, hogy a' jezsuitáknak semmi jószáguk ne légyen Magyarországban, mely végzésben arra nézett az ország, hogy azon jezsuitáknak lakóhely ne engedtessék Magyarországban, mert tudják vala, megérezvén és megtapasztalván maguk kárával, minémű és mily nagy károkat szerzettenek az országban. Ezek seregéből való Pázmány Péter is, ki midőn látá, hogy más úton nem lehet a' Krisztus evangéliomát valló népnek veszedelmet szerezzen, a' jezsuiták regulája mellől, melyre egész életét esküvéssel kötelezte vala, elszakada, és hogy annyival nagyobb ereje lenne a' Krisztus anyaszentegyházának üldözésére a' jezsuiták Magyarországának főeleje lőn és Őfelsége, a' király után ezen országban legfelső tisztességbe helyhezteték, majd azon idő tájban, melyben e felsőmagyarországi vármegyék nem csak testi, hanem lelki ellenségnek is hirdettettek az országnak nyilvánvaló gyalázatával, esztergomi érsekké téteték, és az országnak akaratja ellen nyakára köttetteték...
Ez előszámlált dolgokból akárki is, ha esze vagyon, megtapasztalhatja, hogy minálunk a gonoszoknak jól, a' jóknak gonoszul vagyon dolguk. És eképpen ha valami tiszteletet kíván valaki, hogy tudniillik nagyobb hírnevet szerezzen, elsőben legyen lator…”

## Emlékezete
2010. január 25-én a Szlovák Püspökkari Konferencia bejelentette, hogy megtalálták Pázmány sírját a pozsonyi Szent Márton-dóm szentélye alatt.

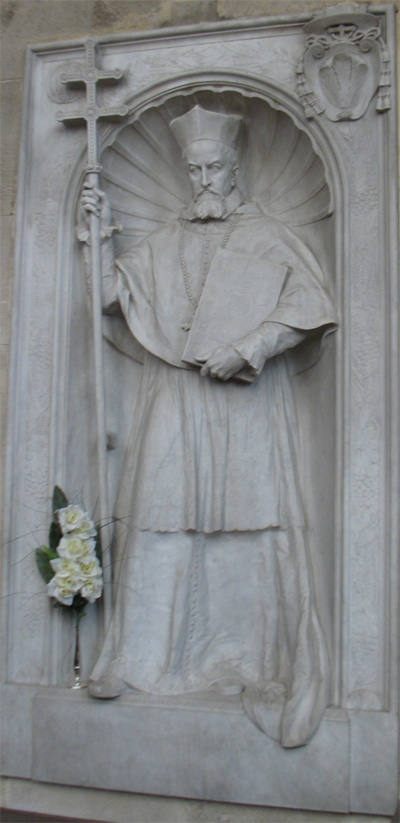
Pázmány Péter szobra a pozsonyi Szent Márton-székesegyházban

## Művei
Az irodalmi barokk stílus egyik legnagyobb képviselője, amelynek lényege az érzékletes illusztráció. 
Innen van, hogy Pázmány a legszigorúbb egyházatyák és szentek kitételeit is aláhúzza, mint itt is, e hatalmas sorokban: «Ha fát gyümölcséről ismerünk: nézzed mennyi rútság származik orrodból, szájadból, egyéb részeidből. Aranyszájú Szt. János a mi testünket szarsáknak és büdös kamaraszéknek nevezi; és mikor igen jóllakunk, abban fáradunk úgymond, hogy több ganéjt csináljunk. Nézzed, mennyi büdös ganéj, takony, nyál, vizellet takaroszik testünkből! mennyi szenny, serke, tetű származik ebből… Mint a koporsó, kívül szépnek látszik a test, de belül büdös rútsággal teljes… Semmi gonosz hóhérok úgy nem vallatnak, mint kínozzák a testet magából származott nyavalyái. Az orvos-doktorok több betegséget találtak az emberi testben, hogysem napot az esztendőben…». Minden hallgatóját mintegy testileg is összerázza, hogy ocsúdjon magára.
A nyelv nagy ismerőjeként gyakran élt a barokk stílus díszítő elemeivel. Körmondatait nyelvi bonyolultságuk ellenére is tisztáknak, áttekinthetőeknek és érzékleteseknek tartották realisztikus képeik és a közmondásszerű megállapításaik miatt. Fontos szerepet játszottak a magyar irodalmi nyelv megteremtésében a református prédikátorok (Magyari István, Alvinczi Péter) ellen írt vitairatai, valamint prédikációi és imádságai. Tekintélyt szerzett a protestánsokat támadó szatirikus és humoros vitairataival is. Erre egy példa: „az tí [lutheránus] Hitetek szinte úgy támogatta az romlandó Magyar Ország bástyáit, mint az megszállott vár óldalát az ágyú golyóbisok.”
Hatalmas irodalmi munkásságát mutatja, hogy amikor összegyűjtötték és kiadták összes művét 1894–1905 között, 7 nagy alakú, átlagosan 6–800 oldal terjedelmű kötet telt meg a magyar nyelvű (Pázmány Péter összes munkái I–VII.) és még 6 kötet a latin nyelvű (Petri Pazmany Opera Omnia Tomus I–VI.) műveivel. Ezen kívül 2 kötetet töltenek meg a levelei. (Pázmány Péter összegyűjtött levelei I–II., 1910–1911). Napjainkig sem készült alaposabb kiadás, ugyanakkor a sorozat immár elektronikusan is elérhető a Pázmány Péter Elektronikus Könyvtárban.
Egyes művek egyéb kiadásaiː
- Felelet az Magyari István sárvári prédikátornak az ország romlása okairul írt könyvére (Nagyszombat, 1603)
- Az mostan támat uy tudomaniok hamissaganak, tiiz nilvan valo bizonisaga: Es reovid intes a teoreok birodalomrul, es vallasrul (Graz, 1605)
- Keresztyéni imádságos könyv (Graz, 1606)
- Alvinci Péter uramhoz írt öt szép levél (Pozsony, 1609)
- Az nagi Calvinus lanosnac hiszec egy Istene : az az: az Calvinus ertelme szerent valo igaz magiarazattia az Credonac, mely, az Calvinus tulaidon koenyveiboel, hyven, es igazán egybe szedettetet ... (Nagyszombat, 1609)
- Isteni igazságra vezérlő kalauz (Pozsony, 1613, 1623, 1637)
- Kempis Tamasnak Christvs követeserül Négy könyvei. Mellyeket magiarra forditott. Bécs, 1604[5][6]
- Az Sz. Irasrul, es az Anyaszentegyházrul két roevid koenyvecskék, (Bécs, 1626)
- Vasárnapokra és egynéhány ünnepekre rendelt evangéliumokról prédikációk (Pozsony, 1636)
- Pázmány válogatott egyházi beszédei. Bevezetéssel és szótárral. Szerk. Bellaagh Aladár. Budapest, 1889. Online
- Pázmány Péter munkáiból (Budapest, 1904)
- Pázmány Péter válogatott írásai (Rónay György válogatása, Budapest, 1957)
- Grazer philosophische Disputationen von Péter Pázmány, ed. Paul Richard Blum  Archiválva 2014. április 7-i dátummal a Wayback Machine-ben und Emil Hargittay (Hargittay Emil), Piliscsaba (Katholische Péter-Pázmány-Universität) 2003

## Szakirodalom
- Fraknói Vilmos: Pázmány Péter és kora (I-III., Pest, 1868–1872)
- Fraknói Vilmos (közzétesz): Pázmány Péter levelezése (Eggenberger, Budapest, 1873)
- Pulszky Ágost: Pázmány Péter (Franklin, Budapest, 1887)
- Schwicker János Henrik: Peter Pázmány und seine Zeit (Druck und Commissions-Verlag, Köln, 1888)
- Pázmány Péter. In  A Pallas nagy lexikona. Szerk. Bokor József. Budapest: Arcanum – FolioNET. 1998.  ISBN 963 85923 2 X

- Áldásy Antal: Pázmány Péter élete 1570-1637 (Bp., 1898)
- Hanuy Ferenc 1910-1911: Pázmány Péter bíbornok, esztergomi érsek, Magyarország prímása összegyüjtött levelei I-II. Budapest
- Kosztolányi Dezső: A magyar próza atyja (Nyugat, 1920)
- Laczkó Géza: Cardinalis Pázmány  (Nyugat, 1920)
- Balanyi György: Pázmány Péter népszövetségi tervezete (Szent István Akadémia, Budapest, 1933)
- Kornis Gyula: Pázmány személyisége (Bp., 1935)
- Koltay-Kastner Jenő: Pázmány Péter gráci évei (Stephaneum, Budapest, 1935)
- ifj. Vayer Lajos: Pázmány Péter ikonográfiája (Egyetemi Nyomda, Budapest, 1935)
- Félegyházy József: Pázmány bölcselete (Bp., 1937)
- Vájlok Sándor 1940: Pázmány Péter nemzetiségi politikája. In: A kassai szlovák tannyelvű gimnázium évkönyve.
- Ijjas Antal 1943: Pázmány, a nemzetpolitikus.
- Körtvélyesy Ferenc: Az egyetemes fogalmak tana Pázmány bölcseletében (Bp., 1943)
- Iványi Béla: Pázmány Péter kilépése a Jézus Társaságból (Rábavidék, Körmend, 1943)
- Klaniczay Tibor: Pázmány Péter (Reneszánsz és barokk) (Budapest, 1961)
- Őry Miklós (összeáll.): Pázmány Péter lelkisége (Carinthia, Klagenfurt, 1964)
- Őry Miklós: Pázmány Péter, a nemzetnevelő (A M. Máltai Lovagok Északamerikai Delegációja, New York, 1970)
- Bitskey István: Humanista erudíció és barokk világkép – Pázmány Péter prédikációi (Akadémiai, Budapest, 1979)
- Lukács László – Szabó Ferenc: Autour de la nomination de Péter Pázmány au siège primatial d'Esztergom (1614-1616) – Pázmány est-il resté jésuite aprè sa nomination? Archivum Historicum Societatis Iesu LIV. Romae, 1985, 77-148.
- Bitskey István: Pázmány Péter (Gondolat, Budapest, 1986)
- Lukács Laszló – Szabó Ferenc (szerk.): Pázmány Péter emlékezete – halálának 350. évfordulóján (Róma, 1987)
- Magyar katolikus lexikon I–XVII. Főszerk. Diós István; szerk. Viczián János. Budapest: Szent István Társulat. 1993–2014.  ISBN 963-361-626-3  Pázmány Péter
- Hargittay Emil (szerk.): Pázmány Péter és kora (PPKE BTK, Piliscsaba, 2001)
- Tusor Péter: A magyar hierarchia és a pápaság a 17. században – problémák és fordulópontok. Századok 2002 136/3.
- Bitskey István, "Pázmány I. Péter" in Esztergomi érsekek, Bp, 2003, 284-291.
- Kecskeméti Gábor 2005: Pázmány vitapartnerei és a wittenbergi egyetem. In: „Tenger az igaz hitrül való egyenetlenségek vitatásának eláradott özöne…” Tanulmányok XVI–XIX. századi hitvitáinkról. Miskolc, 43–66.
- Hargittay Emil (szerk.): Textológia és forráskritika – Pázmány-kutatások 2006-ban (PPKE BTK, Piliscsaba, 2006)
- Hargittay Emil, Käfer István, Kránitz Mihály (szerk.): „Halálom után nem fog minden akaratom szerint történni” – dokumentumgyűjtemény Pázmány Péter sírhelyéről (PPKE BTK Szlavisztika-Közép-Európa Int. – Szent Adalbert Közép-Európa Kutatócsoport, Esztergom-Piliscsaba, 2007)
- Iványi Péter – Fazekas István – Koltai András 2008: Pázmány Péter és a Batthyányak
- Hargittay Emil: Filológia, eszmetörténet és retorika Pázmány Péter életművében (Universitas, Budapest, 2009)
- Bitskey István: Petrus Cardinalis Pazmany – Archiepiscopus Strigoniensis. Trnava, 2010
- Pázmány Nyomában. Tanulmányok Hargittay Emil tiszteletére, Alinka Ajkay és Rita Bajáki (szerk.) (Mondat Kft., Vác, 2013)
- Fritz Beke Éva 2013: Pázmány Péter felvidéki munkássága és hatása napjainkban. Teológiai Fórum 1/1, 75-87.
- Tusor Péter 2014: Pázmány Péter esztergomi érseki kinevezése. Századok 145/ 5, 1081-1110.
- Tusor Péter 2016: Pázmány, a jezsuita érsek. Kinevezésének története, 1615–1616 (Mikropolitikai tanulmány). CVH I/13. Budapest–Róma
- Bogár Judit 2016: Pázmány Péter Imádságos könyvének kiadásai és a reprezentáció. In: Egyház és reprezentáció a régi Magyarországon. Budapest
- M. Horváth Mária 2016: Pázmány Péter magánkönyvtárának újabban azonosított kötetei. In: Egyház és reprezentáció a régi Magyarországon. Budapest
- Tusor Péter 2017: Kánoni kivizsgálás Pázmány Péterről. Családja, katolizálása, misszionálása (A Pázmány–Tholdy archívum irataival)
- Maczák Ibolya: A Pázmány Péter Katolikus Egyetem Bölcsészettudományi Karának Könyvtárában őrzött Pázmány Péter művek és a vele kapcsolatos irodalom

Pázmány Péter emlékpad (Alsógöd)